# Ms. G.O.A.T.
Ms. G.O.A.T., (sendo G.O.A.T. um acrônimo de "Greatest Of All Time" - "Melhor De Todos Os Tempos"), é a primeira mixtape oficial da rapper norte-americana Lil' Kim. Foi lançada oficialmente em 3 de junho de 2008 e em seu título referencia o álbum G.O.A.T. do também rapper LL Cool J. A mixtape foi o primeiro trabalho de Kim lançado de forma independente.
A mixtape possui 23 faixas, que incluem parcerias com artistas como Maino, Christian Rich, Sha Money XL, 50 Cent, Keyshia Cole & Missy Elliott, Gucci Mane. A lista de faixas da mixtape também reúne uma versão de "Gimme More", de Britney Spears, que possui adiciona versos de Lil' Kim a música e um remix do hit "No One", de Alicia Keys.

## Informações
Depois de deixar sua gravadora Atlantic e conseguir controle criativo em seus projetos, desejo antigo de Kim, ela começou, em 2007, a trabalhar na mixtape Ms. G.O.A.T. A mixtape também marca o primeiro trabalho musical da rapper desde a sua prisão, em 2005.
Ela disse, em uma entrevista, que se inspirou para criar essa sua primeira mixtape no pensamento de que as mulheres do rap não faziam mixtapes. "Eu sempre quis fazer uma mixtape... Eu vejo como o 50 Cent faz várias... E caramba, não tem muitas mulheres fazendo mixtapes".
Além de prestar homenagem para artistas que ela gosta, como Lauryn Hill e MC Lyte, a partir de samples de faixas das artistas, ela também ataca a rapper Remy Ma na faixa "I Get It", como forma de continuar uma antiga rivalidade com a artista.

## Faixas
| N.º            | Título                                         | Duração |  |
| 1.             | "Hood Newz: Lil' Kim Free"                     | 1:14    |  |
| 2.             | "Ms. G.O.A.T."                                 | 1:57    |  |
| 3.             | "Mis-Education of Lil' Kim"                    | 3:08    |  |
| 4.             | "I Get It"                                     | 1:19    |  |
| 5.             | "Wrath of Kim's Madness"                       | 1:45    |  |
| 6.             | "Chillin' Tonite"                              | 4:19    |  |
| 7.             | "Need a Bitch"                                 | 3:35    |  |
| 8.             | "2 Hatin' Bitches (Skit)"                      | 1:02    |  |
| 9.             | "It's Kim Bitches (Get That Money)"            | 3:05    |  |
| 10.            | "Fuck You"                                     | 3:54    |  |
| 11.            | "Rock on Wit Yo Bad Self"                      | 2:18    |  |
| 12.            | "Queen Bitch 101" (com Christian Rich)         | 4:05    |  |
| 13.            | "Kim Gets Deeper"                              | 1:55    |  |
| 14.            | "Wanna Lick Magic Stick, Pt. 2" (com 50 Cent)  | 3:20    |  |
| 15.            | "Thang on Me" (com Maino e Sha Money XL)       | 4:02    |  |
| 16.            | "It Ain't My Fault"                            | 3:30    |  |
| 17.            | "Kimmy More" (com Britney Spears)              | 3:48    |  |
| 18.            | "Salute the Women of Hip Hop (Skit)"           | 1:11    |  |
| 19.            | "Let It Go" (com Keyshia Cole e Missy Elliott) | 3:53    |  |
| 20.            | "Mr. Cee Speaks"                               | 0:14    |  |
| 21.            | "Freaky Gurl (Remix)" (com Gucci Mane)         | 4:37    |  |
| 22.            | "Outro"                                        | 0:43    |  |
| 23.            | "No One (Remix)" (com Alicia Keys)             | 3:22    |  |
| Duração total: | Duração total:                                 | 62:16   |  |